# Cinta Senese

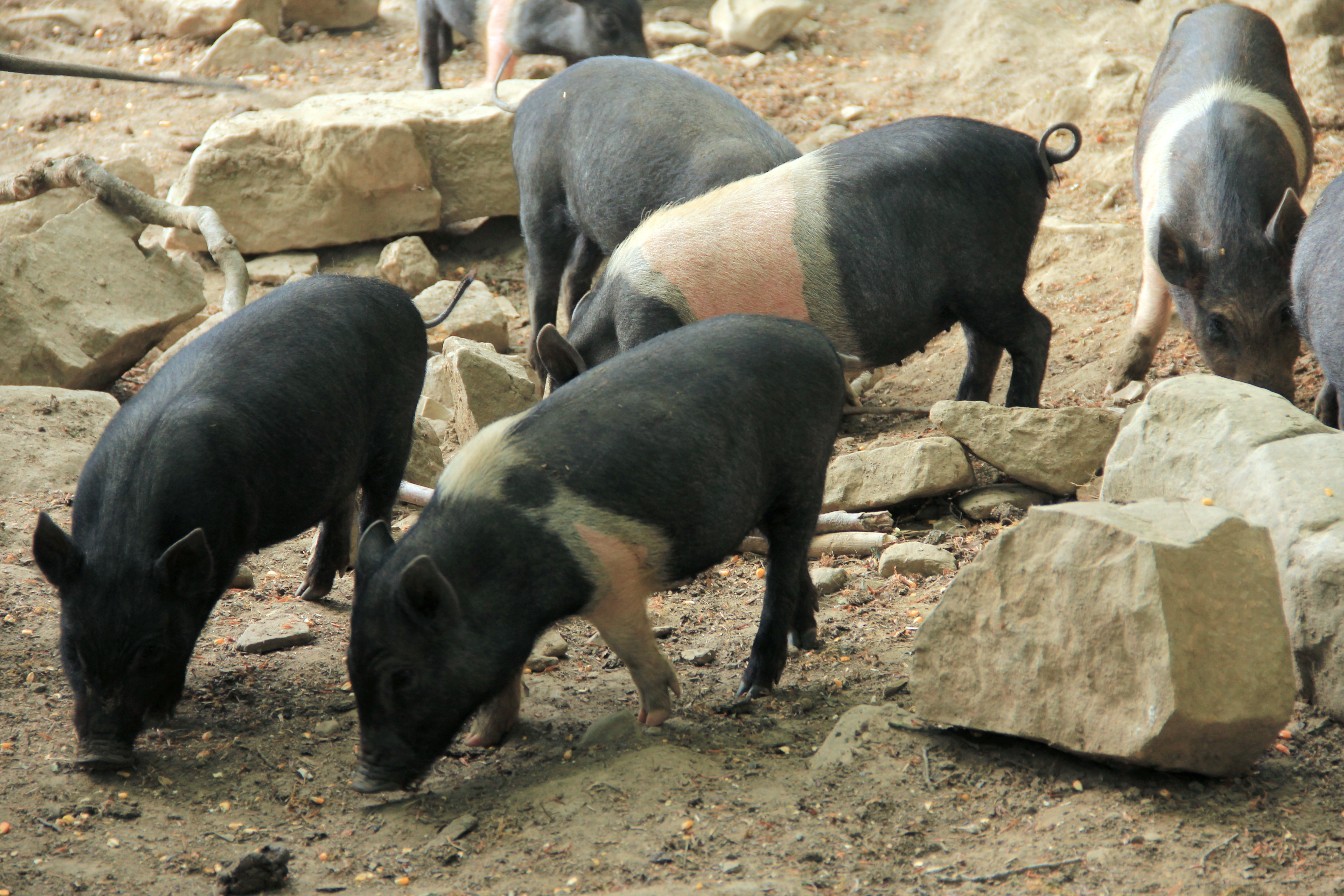
Cinta Senese

Cinta Senese ist eine Schweinerasse aus Italien, ähnlich den Iberischen Schweinen. Sie wird bereits seit über 1000 Jahren vor allem um Siena gezüchtet. Aus der Cinta Senese wird hauptsächlich ein toskanischer Schinken produziert. Charakteristisch für diese Rasse ist der weiße Streifen (Cinta) über Nacken, Brustkorb und Vorderhufen. Ansonsten sind die Borsten schwarz. Die Tiere werden im Wald gehalten; sie eignen sich nicht für die Stallhaltung. Sie erreichen nach etwa zwei Jahren ein Schlachtgewicht von etwa 150 kg.
Cinta Senese ist auch die geschützte Ursprungsbezeichnung für das Fleisch sowie alle weiteren genießbaren Teilstücke des Schlachtkörpers von Schweinen der Rasse Cinta Senese. Das Herkunftsgebiet umfasst dabei die gesamte Region Toskana bis in eine Höhe von 1.200 m ü. M.; in höheren Lagen sind die Umgebungsbedingungen für die Haltung der Tiere nicht geeignet.